# Bombningen av Rom under andra världskriget

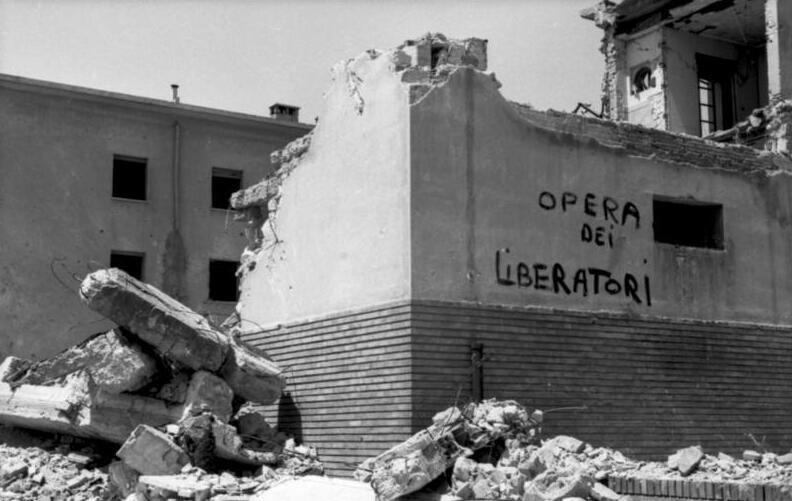
Propagandainskription på väggen av en sönderbombad byggnad, Rom, 1944.

Bombningen av Rom under andra världskriget ägde rum under flera tillfällen 1943 och 1944 främst av de allierade och i mindre grad av axelmakternas flygplan, innan staden befriades från axelmakternas ockupation av de allierade den 4 juni 1944. Påven Pius XII misslyckades till en början i försöken att få Rom deklarerad som en öppen stad, genom förhandlingar med president Roosevelt via kardinal Francis Spellman. Den 14 augusti 1943 förklarade Italiens utrikesminister Rom som öppen stad efter medlingshjälp av heliga stolen. Detta innebar att det italienska luftvärnet i Rom-området inte skulle reagera på något sätt i händelse av fientlig luftpassage över staden och de allierade upphörde med sina anfall på staden.
I de allierade bombräderna mot Rom förlorades 600 flygplan och 3 600 flygbesättningar. 60 000 ton bomber släpptes under 78 dagar innan Rom erövrades. Efter bombningen besökte påven Pius XII de drabbade områdena och välsignade offren på Piazzale del Verano.  